# 保加利亚国家广播电台
保加利亚国家广播电台（羅馬化：Balgarsko natsionalno radio）是保加利亚的国家广播电台。开办于1936年。一開始保加利亚国家广播电台用德语、法语和英语广播。第二次世界大战期间增办俄语广播。二战结束后增办捷克语、匈牙利语、阿尔巴尼亚语和世界语广播。1951年开始增办西班牙语以及保加利亚语广播。截至1990年代中期，保加利亚国家广播电台每天用保加利亚语、英语、德语、法语、俄语、西班牙语、意大利语、希腊语、阿尔巴尼亚语、塞尔维亚语、土耳其语、阿拉伯语等语言进行广播。